# 戈多丁
戈多丁（发音：[ɡɔˈdɔðɪn]）是次罗马时期不列颠东北部（现在的英格兰东北部和苏格兰东南部）的一支的布立吞人，位于被称为“古老北地”的地区。戈多丁由威尔士语诗歌《戈多丁》得以闻名，这首诗记录了卡特里克之战，通常认为是阿内林所著。
Gododdin这个名字是现代威尔士语的形式，通过古威尔士语的Guotodin演变而来。罗马时期的希腊语文本证实，Guotodin来自于布立吞语单词Votadini。